# Lê Đức Bình
Lê Đức Bình (1930-2005) nguyên Phó Trưởng ban Tổ chức Trung ương Đảng Cộng sản Việt Nam, Ủy viên Ban chấp hành Trung ương Đảng Cộng sản Việt Nam 3 khóa V, VI và VII và là Bí thư Tỉnh ủy tỉnh Hải Hưng từ tháng 10 năm 1986.

## Tiểu sử và Sự nghiệp
Lê Đức Bình (tên gọi khác: Lê Xuân Tương), sinh ngày 15 tháng 4 năm 1930; Quê quán Xã Ninh Mỹ, huyện Hoa Lư, tỉnh Ninh Bình.
Ủy viên Ban Chấp hành Trung ương Đảng Cộng sản Việt Nam khóa V, VI, VII.
Trưởng ban Nội chính Trung ương Đảng Cộng sản Việt Nam
Mất năm 2005 tại Hà Nội, hưởng thọ 76 tuổi.